# سكوت ميلر (ناشط)
سكوت ميلر (بالإنجليزية: Scott Miller)‏ هو ناشط في مجال حقوق المثليين وفاعل خير ومصرفي سابق أمريكي. يشغل منصب سفير الولايات المتحدة لدى سويسرا وليختنشتاين منذ عام 2022. ميلر مثلي الجنس علنا وهو متزوج من تيم غيل في عام 2009 في حفل أقامه حاكم ماساتشوستس ديفال باتريك.

## التعليم
تخرج ميلر في جامعة كولورادو بولدر بدرجة بكالوريوس العلوم في إدارة الأعمال.

## المسار المهني
عمل ميلر كمستشار إداري في شركة أكسنتشر كمخطط أحداث وكنائب رئيس حساب في يو بي إس ويلث مانجمنت في دنفر.

### النشاط والعمل الخيري
ميلر نشط في نشاط حقوق المثليين والعمل الخيري وسياسات الحزب الديمقراطي جنبا إلى جنب مع زوجه، تيم غيل.
كلاهما رئيسان مشاركان لمؤسسة غيل، واحدة من أكبر رعاة قضايا المساواة في حقوق المثليين في الولايات المتحدة. لعبت المؤسسة دورًا أساسيًا في تحسين سمعة وإبراز الأشخاص من مجتمع المثليين في كولورادو وتغيير صورة الولاية على أنها «ولاية كراهية».
غيل وميلر حليفان سياسيان لحاكم كولورادو جارد بولس، وقد وُصف غيل بأنه «أحد مهندسي تولي الديمقراطيين على سياسة كولورادو».  تبرع غيل وميلر بما لا يقل عن 3.6 مليون دولار للمرشحين والحملات الديمقراطيين منذ عام 2010، وكان ميلر نشطًا في مجموعات تدعم الترشيحات الرئاسية لهيلاري كلينتون وجو بايدن.

### سفير لدى سويسرا
أعلن الرئيس جو بايدن في 6 أغسطس 2021 عن نيته ترشيح ميلر ليكون سفير الولايات المتحدة لدى سويسرا وليختنشتاين. يُمنح المنصب تقليديًا إلى شخص معين سياسيًا، وغالبًا ما يكون مانحًا بارزًا.
تم إرسال ترشيحه إلى مجلس الشيوخ الأمريكي في 10 أغسطس 2021. عُقدت جلسات استماع بشأن ترشيحه أمام لجنة مجلس الشيوخ الأمريكي للعلاقات الخارجية في 2 نوفمبر 2021. أبلغت اللجنة عنه بشكل إيجابي في 15 ديسمبر 2021. أكد مجلس الشيوخ الأمريكي في 18 ديسمبر 2021 ترشيحه عن طريق التصويت الصوتي. وأدى اليمين في 21 ديسمبر 2021.  قدم خطابات اعتماده إلى رئيس الاتحاد السويسري إغناسيو كاسيس في 11 يناير 2022.  وقدم أوراق اعتماده في 16 فبراير 2022 إلى الويس، ولي عهد ليختنشتاين في قلعة فادوز.

## الحياة الشخصية
ميلر مثلي الجنس علنا وهو متزوج من تيم غيل مؤسس شركة كوارك في عام 2009 في حفل أقامه حاكم ماساتشوستس ديفال باتريك. يعيش الزوجان في قصر فيبس في دنفر.